# Jordi González
Jordi González Belart (Barcelona, 26 de septiembre de 1961) es un presentador de radio y televisión español.

## Biografía profesional
Nació y vivió sus primeros años de vida en el barrio barcelonés de El Guinardó. Simultaneó sus estudios de Ciencias de la Información con los de Filosofía, pero a los 17 años entró de forma casual en la radio y desde entonces se ha dedicado a la radio y desde hace unos años exclusivamente a la televisión.
Sus comienzos en la radio fueron en la emisora local de Radio Popular en Reus, aunque entró en la Cadena SER tan solo un año después, donde dirigió y presentó en Ràdio Barcelona programas como La Radio al Sol, Brigada 8-2-8, Fórmula Tarde, Oye cómo va y el popular concurso Doble o Nada. Además de en Radio Barcelona ha trabajado en Catalunya Ràdio, Ràdio Salut, Ràdio 4 (RNE) —donde hizo el matinal Día a la vista en 1999— Radio 1 o RAC1.
En televisión comenzó a los veintisiete años, con el programa La palmera (1988-1989) en TVE Cataluña, inicialmente junto a Irene Mir y Aurora Claramunt. Más tarde ocupó durante un tiempo el puesto que había dejado Isabel Gemio en el concurso 3×4 (1990) de La Primera, para volver después a presentar en la cadena pública La palmera (1991), también en La Primera y en esta ocasión para el ámbito nacional.
Su paso a las privadas fue en Antena 3 Television con El turista habitual (1993), un concurso que presentó junto a Miriam Reyes. En Canal Sur Televisión presentó Todo tiene arreglo (1994-1996), programa que se hizo merecedor del Premio Ondas en 1995. Un año más tarde hizo su primer trabajo para la autonómica catalana TV3 con el programa matinal Això no és tot (1996-1997), y luego el late show Les 1000 i una que estrenó en julio de 1997.
Tan solo un mes después abandona la cadena autonómica catalana al ser contratado por Tele 5 —donde ha desarrollado buena parte de su carrera televisiva— para sustituir a Javier Sardà en la presentación del programa de debate Moros y cristianos (1997-1998). Por un especial de este programa entró en el Libro Guinness de los récords, ya que entre el 6 y el 7 de diciembre de 1997 lleva a cabo la "Maratón Moros y cristianos 24 horas". Al año siguiente presentó La noche por delante (1998) en el que entrevistó a diversos personajes relevantes.
Su trabajo en Telecinco se interrumpió para volver a TV3 a realizar de nuevo Les 1000 i una (1998-2000), al tiempo que en Telemadrid presentaba el espacio de tertulia Todo depende (1998-1999). En 2000 regresa a TVE para hacer La escalera mecánica, programa cancelado tres meses después de su estreno por su escasa audiencia. En enero de 2002 se incorpora de nuevo a Antena 3 Television para conducir el programa de entretenimiento Abierto al anochecer, desde un plató que imitaba a un 'loft' neoyorquino y que permaneció diez meses en antena.

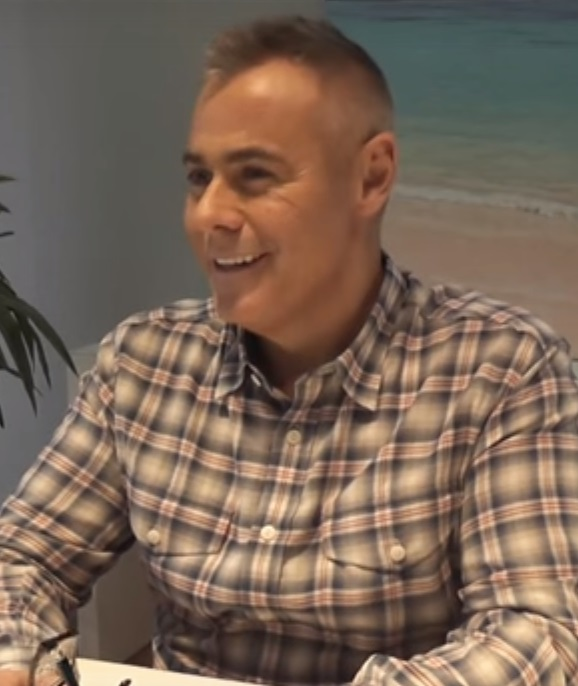
El periodista en 2012.

Al tiempo que estrenaba este último trabajo en Antena 3 también aparecía en el programa Vitamina N (2002-2004) de Citytv, televisión local de Barcelona.
En 2003 y de nuevo en Telecinco, estuvo al frente de los programas A corazón abierto —en el que los famosos revelaban sus lados más ocultos— y REC —espacio en el que se investigaban diversos temas de actualidad permanente a través de reportajes de investigación y/o cámara oculta—.
En abril de 2004 se introduce por primera vez con el género de 'telerrealidad', presentando en Telecinco La casa de tu vida en su primera edición. Después, en ese mismo año, presentó el debate dominical de la sexta edición de Gran Hermano.
En julio de ese mismo año vuelve a relevar a Sardá, pero en este caso durante el descanso estival de Crónicas marcianas, presentando TNT, donde lanzaría a nivel nacional a sus antiguos colaboradores de Citytv.
En 2006 abandonó el programa por no sentirse cómodo con el cambio en la línea editorial de este y Yolanda Flores lo sustituye. En ese momento el presentador recibe el encargo de presentar Engaño y Esta cocina es un infierno, pero ambos finalizan su emisión antes de lo previsto, por los discretos resultados de audiencia. En septiembre del mismo año arrancó la octava edición de Gran Hermano y una vez más asumió la conducción del debate del domingo por la noche.
En 2007 presenta el talk show Díselo a Jordi, un programa de testimonios y sorpresas que emitía Telecinco los sábados y domingos por la tarde. En agosto toma las riendas de La noria, un programa que se emite los sábados por la noche en Telecinco y que combina entrevistas, actualidad y debate político y de crónica social.
Sin abandonar La noria, a mediados de febrero de 2008 regresa a 8tv (la antigua Citytv) para dirigir y presentar La Via Làctia, un late show diario de similar formato a Vitamina N, pero que solo se mantuvo tres meses en antena. Es premiado con el Micrófono de Oro de televisión 2008.
En septiembre de 2009, presenta el Debate de Gran Hermano en la undécima edición del reality.
El 2010 conduce de nuevo el debate de Gran Hermano y su continuación, El Reencuentro con ex-concursantes de todas las ediciones. El 29 de julio de ese mismo año Telecinco estrena el reality Las joyas de la corona conducido por González y en el que Carmen Lomana ejerce de directora de una academia de estilo y moda. El 10 de agosto de 2010 estrenó el programa Más allá de la vida, un late show basado en el formato portugués Depois da vida, en el que con la ayuda de la médium Anne Germain, varios famosos se ponen en contacto con amigos y/o familiares fallecidos. A la vez y de forma eventual, el presentador conduce especiales del programa Hormigas blancas en la cadena, a modo de documental y debate especial sobre la vida de personajes populares o como complemento de la emisión de los telefilmes producidos por Telecinco.
En 2011 presentó de nuevo El Reencuentro.
En enero de 2012, La noria pasa al late night de los sábados tras el nuevo espacio El gran debate que también presentaba, de corte político y de debate. En abril de 2012 desapareció La noria como consecuencia de la entrevista realizada a la madre de "el Cuco" y del posterior boicot de anunciantes del programa a raíz de ésta. En septiembre de 2013 finaliza El gran debate.
En junio de 2013 se anuncia que renueva su contrato con Gestevision Telecinco hasta 2016.
En octubre de 2013 volvió a Telecinco para presentar los dos debates especiales de la noche de Los niños robados en el prime time de la cadena. Seguidamente paso a presentar el late night Se enciende la noche. Desde marzo de 2014 y hasta diciembre de 2014 condujo en la noche de los martes en Tele 5, Hay una cosa que te quiero decir en sustitución de Jorge Javier Vázquez.
En agosto de ese mismo año se encarga de la presentación del reality show Pasaporte a la isla.
Desde enero de 2015 y hasta abril de 2015, condujo los debates y las galas semanales de Gran Hermano VIP 3 en el prime time de los jueves de Telecinco.
Desde octubre de 2015 se encarga de presentar los programas Gran Hermano: El debate en el prime time de los domingos y Gran Hermano: Límite 48 Horas en el prime time de los martes de Telecinco desde su decimosexta edición.
Desde enero de 2016 vuelve a encargarse de  las galas semanales del reality Gran Hermano VIP en las noches de los jueves, además del programa derivado Gran Hermano VIP: Límite 48 Horas en el prime time de los martes.
En julio de 2017 comienza a presentar en el prime time de Telecinco el renovado Moros y cristianos llamado Mad in Spain, junto a Nuria Marín.
En 2018 se pone al frente de un programa de debates llamado Hechos reales.
En 2019, Mediaset le confía la conducción de los debates y conexiones de última hora de Gran Hermano Dúo. Además, tras la baja de Jorge Javier Vázquez por motivos de salud, la cual le obliga a cancelar sus compromisos profesionales durante varias semanas para guardar reposo, coge las riendas también de las galas durante las semanas restantes. Meses más tarde, por el mismo motivo, presenta las últimas galas de Gran Hermano VIP 7.
También en 2019, Telecinco le confía la conducción de Supervivientes: Conexión Honduras, el debate del formato de supervivencia presentado hasta entonces por Sandra Barneda.
En 2021 presenta en Telecinco, los debates semanales de Secret Story: La casa de los secretos.
En 2023 da el salto a TVE para presentar el programa Lazos de sangre durante la época estival.
En septiembre de 2025    regresa a TV3 para presentar y dirigir la nueva temporada de  Col·lapse .

## Trayectoria en televisión
| Año                             | Programa                               | Cadena     | Notas       |
| ------------------------------- | -------------------------------------- | ---------- | ----------- |
| 1990                            | 3×4                                    | TVE        | Presentador |
| 1991                            | La palmera                             | TVE        | Presentador |
| 1993                            | El turista habitual                    | Antena 3   | Presentador |
| 1994-1996                       | Todo tiene arreglo                     | Canal Sur  | Presentador |
| 1996-1997                       | Això no és tot                         | TV3        | Presentador |
| 1997-1998                       | Moros y cristianos                     | Telecinco  | Presentador |
| 1997-2000                       | Les 1000 i una                         | TV3        | Presentador |
| 1998                            | La noche por delante                   | Telecinco  | Presentador |
| 1998-1999                       | Todo depende                           | Telemadrid | Presentador |
| 2000                            | La escalera mecánica                   | TVE        | Presentador |
| 2002                            | Abierto al anochecer                   | Antena 3   | Presentador |
| 2002-2004                       | Vitamina N                             | 8tv        | Presentador |
| 2003                            | A corazón abierto                      | Telecinco  | Presentador |
| 2003                            | REC                                    | Telecinco  | Presentador |
| 2004-2007                       | La casa de tu vida                     | Telecinco  | Presentador |
| 2004-2007                       | TNT                                    | Telecinco  | Presentador |
| 2004-2007; 2009-2012; 2014-2017 | Gran Hermano: El Debate                | Telecinco  | Presentador |
| 2005; 2015; 2019                | Gran Hermano VIP: El Debate            | Telecinco  | Presentador |
| 2006                            | Engaño                                 | Telecinco  | Presentador |
| 2006                            | Esta cocina es un infierno             | Telecinco  | Presentador |
| 2007                            | Díselo a Jordi                         | Telecinco  | Presentador |
| 2007-2012                       | La noria                               | Telecinco  | Presentador |
| 2008                            | La Via Làctia                          | 8tv        | Presentador |
| 2010                            | Las joyas de la corona                 | Telecinco  | Presentador |
| 2010-2011                       | Hormigas blancas                       | Telecinco  | Presentador |
| 2010-2011                       | El Reencuentro                         | Telecinco  | Presentador |
| 2010-2012                       | Más allá de la vida                    | Telecinco  | Presentador |
| 2012-2013                       | El gran debate                         | Telecinco  | Presentador |
| 2013                            | La noche de los niños robados          | Telecinco  | Presentador |
| 2013-2014                       | Se enciende la noche                   | Telecinco  | Presentador |
| 2014                            | Hay una cosa que te quiero decir       | Telecinco  | Presentador |
| 2014                            | Así es Kiko Rivera                     | Telecinco  | Presentador |
| 2015                            | Pasaporte a la isla                    | Telecinco  | Presentador |
| 2015-2017; 2019                 | Gran Hermano VIP                       | Telecinco  | Presentador |
| 2017                            | Mad in Spain                           | Telecinco  | Presentador |
| 2018                            | Hechos reales                          | Telecinco  | Presentador |
| 2019                            | Gran Hermano Dúo                       | Telecinco  | Presentador |
| 2019                            | Gran Hermano Dúo: El debate            | Telecinco  | Presentador |
| 2019-2021                       | Supervivientes: Conexión Honduras      | Telecinco  | Presentador |
| 2021                            | Secret Story: La noche de los secretos | Telecinco  | Presentador |
| 2023                            | Lazos de sangre                        | La 1       | Presentador |
| 2023                            | La plaza de La 1                       | La 1       | Presentador |
| 2024-2025                       | D Corazón                              | La 1       | Presentador |

## Premios
- Premio Ondas de Televisión en 1995 por Todo tiene arreglo de Canal Sur Televisión.
- Premio Micrófono de Oro 2008 de televisión.
- Premio Protagonistas 2011, presentador de televisión, otorgado por Onda Rambla y ABC Punto Radio.